# Nesophontes major
Nesophontes major é uma espécie extinta de mamífero da família Nesophontidae. Conhecida de Cuba.